# What More Can I Say
What More Can I Say is een muziekalbum van de Brit Kevin Ayers, Het bestaat uit privéopnamen, die ergens op de plank werden bewaard en onlangs werden teruggevonden. Ayers had ze overhandigd aan een van de mensen die hij ontmoette in de zaal van June Campbell Cramer. Het was daar een komen en gaan van musici. Ayers kan zich niet meer goed herinneren wie er meespeelde. Het laat de overgang horen tussen zijn muziek voor Soft Machine en zijn soloalbums.
Ayers is hier nog bezig te slijpen aan muziek voor zijn soloalbums; de opnamen zijn helder.

## Musici
- Kevin Ayers – zang, gitaar, basgitaar, orgel, piano
- Archie Legget – basgitaar op (3)
- Eddie Sparrow – slagwerk op (3) en wellicht op (5)
- Mike Oldfield – basgitaar op (4)
- David Bedford – orgel op (4)

## Composities
Allen van Ayers:
1. Unfinished
2. This song isn't called anything
3. Crystal clear
4. Crying
5. Clarence in oyster land
6. Dreaming Doctor; een voorloper van zijn latere Dr. Dream-suite (met loops)
7. What more can anyone say…. (Ayers praat en speelt)

Track (2) zal later toch een andere naam krijgen.